# Blanca como la leche, roja como la sangre
Blanca como la nieve, roja como la sangre es una película del 2013 dirigida por Giacomo Campiotti, adaptación cinematográfica de la homónima novela de Alessandro D'Avenia. Sin embargo, la película presenta importantes diferencias con respecto a la novela.

## Trama
Leo es un joven bachiller del tercer año que está enamorado de Beatrice, una chica francesa un año mayor que él y que ve solo en el colegio o en la parada del autobús. Leo también tiene una compañera de clase, Silvia, que está enamorada de él. La conoce desde su infancia y la frecuenta a menudo y confía en ella porque la considera su mejor amiga.
Después de las vacaciones de Pascua, Leo descubre que Beatrice está hospitalizada por leucemia. Esto hará que Leo haga cualquier cosa para conocer a la chica y seguir creyendo en su sueño: decide convertirse en donante de médula ósea, convencido de poder salvar a Beatrice. Pero la médula ósea no es compatible con la de Beatrice y Leo, desesperado, intenta hacerla feliz y realizar los sueños de la chica. Mientras tanto en la escuela, el protagonista establece una relación de amistad con el joven suplente de literatura. El profesor anima a sus alumnos a creer en sus sueños, y Leo atormentado de todo pide ayuda justo al suplente, conocido como el soñador. Silvia se arrepiente de haberle dado a Leo el número equivocado de Beatrice, y lo anima así a declararle su amor por ella. Beatrice conociendo sus compañeros intuye que los dos son el uno para el otro y le confía a Leo que ese es el amor verdadero.
La chica está muy enferma, pero le miente a Leo diciéndole que encontró un donante de médula o sea compatible con el suyo, que se iba a Francia con su familia durante dos meses y por último le pide que no la llame. Leo es llamado desde el hospital porque su médula o sea es compatible con un enfermo. Después de una larga discusión con los padres y con la ayuda de Silvia logra convencerlos y va al hospital, donde donando la médula a una joven madre le salva la vida, descubriendo la grandeza de su gesto con Silvia a su lado. Pero en poco tiempo descubre que a Beatrice no le ha ido tan bien: el trasplante nunca pasó, Beatrice le hace creer a Leo que ella se estaba recuperando, para no causarle dolor, y cuando Beatrice muere, hacia el final del año escolar, Leo se encuentra sin sueños por los que vivir, aunque en compensación encuentra el amor de Silvia.

## Elenco
- Filippo Scicchitano es Leo un adolescente de 16 años que no tiene ganas de estudiar y odia a los profesores. Está locamente enamorado de Beatrice y es su sueño; con la esperanza de poderla salvar, dona la médula o sea al hospital en el que está hospitalizada, y trata de recuperar las notas en la escuela. Sólo más tarde descubrirá de amar Silvia.
- Aurora Ruffino es Silvia, una compañera de clase enamorada de Leo que él sólo ve como su mejor amiga, es estudiosa y alegre. Da a Leo un número de teléfono falso, haciéndolo pasar como el de Beatrice, esto hace que el se enoje pero lentamente recibirà el amor de él.
- Luca Argentero es el Soñador, un joven suplente que cree en los sueños y quiere que sus alumnos no sean tan superficiales y resignados como los adultos. Ama su profesión y práctica de boxeo en un gimnasio abandonado donde llevará Leo a entrenarse con él para que el chico desahogue toda su tristeza. Será el punto de referencia de Leo.
- Gaia Weiss es Béatrice Morel, una chica francesa de 17 años, a pesar de los cuales demuestra ser mucho más madura. Ella es pelirroja y padece de leucemia.

## Producción
El rodaje de la película ha empezado en Turín, el 26 de mayo de 2012, por un período de seis semanas. 

## Banda sonora
Las músicas originales de la película fueron compuesta por Andrea Guerra. La canción principal del repertorio de la banda sonora es Se si potesse non morire de los Modà, que obtuvo el tercer lugar al Festival de Sanremo 2013. Son presentes también Come un pittore y Tappeto di fragole siempre de los Modà y Tutta scena de J-Ax.

## Distribución
La película ha sido distribuida en las salas de cine italianas el 4 de abril de 2013 por 01 Distribution. El primer fin de semana de programación ha cobrado 1.163.036 €.